# Балла, Золтан
Золтан Балла (венг. Balla Zoltán; 31 августа 1883, Будапешт — 1 апреля 1945, там же) — венгерский шахматист и шахматный журналист.

## Биография
Член Венгерского шахматного клуба, Будапештского шахматного клуба и шахматного клуба им. Харузека.
Двукратный чемпион Венгрии (1906 и 1911 г.). Бронзовый призёр чемпионата Венгрии 1912 г. Участник ряда крупных международных соревнований.
В 1924 г. выиграл отбор в команду Венгрии для участия в чемпионате мира ФИДЕ (неофициальной шахматной олимпиаде), но не смог поехать в Париж.
Был издателем и главным редактором журнала "Magyar Sakk Lap" («Венгерский шахматный журнал», 1905—1909 гг.), вел шахматные отделы в газетах "Pesti Hírlap" («Пештские ведомости», 1905—1907 гг.), "Budapesti Hírlap" («Будапештские ведомости», 1910—1913 гг.) и "Magyar Hírlap" («Венгерские ведомости», 1911 г.). С 1922 г. был главным редактором журнала "Magyar Sakk" («Венгерские шахматы»).
Версии о причинах смерти шахматиста разнятся. Согласно одним источникам, он, управляя личным автомобилем, трагически погиб в ДТП с советским танком. По другой версии, он скончался от болезни сердца и общего истощения.

## Вклад в теорию дебютов
|   | a | b | c | d | e | f | g | h |   |
| - | --- | --- | --- | --- | --- | --- | --- | --- | - |
| 8 | a8 чёрная ладья · c8 чёрный слон · e8 чёрный король · h8 чёрная ладья · c7 чёрный ферзь · e7 чёрный слон · f7 чёрная пешка · g7 чёрная пешка · h7 чёрная пешка · a6 чёрная пешка · d6 чёрная пешка · f6 чёрный конь · a5 чёрный конь · b5 чёрная пешка · c5 чёрная пешка · e5 чёрная пешка · a4 белая пешка · d4 белая пешка · e4 белая пешка · c3 белая пешка · f3 белый конь · b2 белая пешка · c2 белый слон · f2 белая пешка · g2 белая пешка · h2 белая пешка · a1 белая ладья · b1 белый конь · c1 белый слон · d1 белый ферзь · e1 белая ладья · g1 белый король | a8 чёрная ладья · c8 чёрный слон · e8 чёрный король · h8 чёрная ладья · c7 чёрный ферзь · e7 чёрный слон · f7 чёрная пешка · g7 чёрная пешка · h7 чёрная пешка · a6 чёрная пешка · d6 чёрная пешка · f6 чёрный конь · a5 чёрный конь · b5 чёрная пешка · c5 чёрная пешка · e5 чёрная пешка · a4 белая пешка · d4 белая пешка · e4 белая пешка · c3 белая пешка · f3 белый конь · b2 белая пешка · c2 белый слон · f2 белая пешка · g2 белая пешка · h2 белая пешка · a1 белая ладья · b1 белый конь · c1 белый слон · d1 белый ферзь · e1 белая ладья · g1 белый король | a8 чёрная ладья · c8 чёрный слон · e8 чёрный король · h8 чёрная ладья · c7 чёрный ферзь · e7 чёрный слон · f7 чёрная пешка · g7 чёрная пешка · h7 чёрная пешка · a6 чёрная пешка · d6 чёрная пешка · f6 чёрный конь · a5 чёрный конь · b5 чёрная пешка · c5 чёрная пешка · e5 чёрная пешка · a4 белая пешка · d4 белая пешка · e4 белая пешка · c3 белая пешка · f3 белый конь · b2 белая пешка · c2 белый слон · f2 белая пешка · g2 белая пешка · h2 белая пешка · a1 белая ладья · b1 белый конь · c1 белый слон · d1 белый ферзь · e1 белая ладья · g1 белый король | a8 чёрная ладья · c8 чёрный слон · e8 чёрный король · h8 чёрная ладья · c7 чёрный ферзь · e7 чёрный слон · f7 чёрная пешка · g7 чёрная пешка · h7 чёрная пешка · a6 чёрная пешка · d6 чёрная пешка · f6 чёрный конь · a5 чёрный конь · b5 чёрная пешка · c5 чёрная пешка · e5 чёрная пешка · a4 белая пешка · d4 белая пешка · e4 белая пешка · c3 белая пешка · f3 белый конь · b2 белая пешка · c2 белый слон · f2 белая пешка · g2 белая пешка · h2 белая пешка · a1 белая ладья · b1 белый конь · c1 белый слон · d1 белый ферзь · e1 белая ладья · g1 белый король | a8 чёрная ладья · c8 чёрный слон · e8 чёрный король · h8 чёрная ладья · c7 чёрный ферзь · e7 чёрный слон · f7 чёрная пешка · g7 чёрная пешка · h7 чёрная пешка · a6 чёрная пешка · d6 чёрная пешка · f6 чёрный конь · a5 чёрный конь · b5 чёрная пешка · c5 чёрная пешка · e5 чёрная пешка · a4 белая пешка · d4 белая пешка · e4 белая пешка · c3 белая пешка · f3 белый конь · b2 белая пешка · c2 белый слон · f2 белая пешка · g2 белая пешка · h2 белая пешка · a1 белая ладья · b1 белый конь · c1 белый слон · d1 белый ферзь · e1 белая ладья · g1 белый король | a8 чёрная ладья · c8 чёрный слон · e8 чёрный король · h8 чёрная ладья · c7 чёрный ферзь · e7 чёрный слон · f7 чёрная пешка · g7 чёрная пешка · h7 чёрная пешка · a6 чёрная пешка · d6 чёрная пешка · f6 чёрный конь · a5 чёрный конь · b5 чёрная пешка · c5 чёрная пешка · e5 чёрная пешка · a4 белая пешка · d4 белая пешка · e4 белая пешка · c3 белая пешка · f3 белый конь · b2 белая пешка · c2 белый слон · f2 белая пешка · g2 белая пешка · h2 белая пешка · a1 белая ладья · b1 белый конь · c1 белый слон · d1 белый ферзь · e1 белая ладья · g1 белый король | a8 чёрная ладья · c8 чёрный слон · e8 чёрный король · h8 чёрная ладья · c7 чёрный ферзь · e7 чёрный слон · f7 чёрная пешка · g7 чёрная пешка · h7 чёрная пешка · a6 чёрная пешка · d6 чёрная пешка · f6 чёрный конь · a5 чёрный конь · b5 чёрная пешка · c5 чёрная пешка · e5 чёрная пешка · a4 белая пешка · d4 белая пешка · e4 белая пешка · c3 белая пешка · f3 белый конь · b2 белая пешка · c2 белый слон · f2 белая пешка · g2 белая пешка · h2 белая пешка · a1 белая ладья · b1 белый конь · c1 белый слон · d1 белый ферзь · e1 белая ладья · g1 белый король | a8 чёрная ладья · c8 чёрный слон · e8 чёрный король · h8 чёрная ладья · c7 чёрный ферзь · e7 чёрный слон · f7 чёрная пешка · g7 чёрная пешка · h7 чёрная пешка · a6 чёрная пешка · d6 чёрная пешка · f6 чёрный конь · a5 чёрный конь · b5 чёрная пешка · c5 чёрная пешка · e5 чёрная пешка · a4 белая пешка · d4 белая пешка · e4 белая пешка · c3 белая пешка · f3 белый конь · b2 белая пешка · c2 белый слон · f2 белая пешка · g2 белая пешка · h2 белая пешка · a1 белая ладья · b1 белый конь · c1 белый слон · d1 белый ферзь · e1 белая ладья · g1 белый король | 8 |
| 7 | a8 чёрная ладья · c8 чёрный слон · e8 чёрный король · h8 чёрная ладья · c7 чёрный ферзь · e7 чёрный слон · f7 чёрная пешка · g7 чёрная пешка · h7 чёрная пешка · a6 чёрная пешка · d6 чёрная пешка · f6 чёрный конь · a5 чёрный конь · b5 чёрная пешка · c5 чёрная пешка · e5 чёрная пешка · a4 белая пешка · d4 белая пешка · e4 белая пешка · c3 белая пешка · f3 белый конь · b2 белая пешка · c2 белый слон · f2 белая пешка · g2 белая пешка · h2 белая пешка · a1 белая ладья · b1 белый конь · c1 белый слон · d1 белый ферзь · e1 белая ладья · g1 белый король | a8 чёрная ладья · c8 чёрный слон · e8 чёрный король · h8 чёрная ладья · c7 чёрный ферзь · e7 чёрный слон · f7 чёрная пешка · g7 чёрная пешка · h7 чёрная пешка · a6 чёрная пешка · d6 чёрная пешка · f6 чёрный конь · a5 чёрный конь · b5 чёрная пешка · c5 чёрная пешка · e5 чёрная пешка · a4 белая пешка · d4 белая пешка · e4 белая пешка · c3 белая пешка · f3 белый конь · b2 белая пешка · c2 белый слон · f2 белая пешка · g2 белая пешка · h2 белая пешка · a1 белая ладья · b1 белый конь · c1 белый слон · d1 белый ферзь · e1 белая ладья · g1 белый король | a8 чёрная ладья · c8 чёрный слон · e8 чёрный король · h8 чёрная ладья · c7 чёрный ферзь · e7 чёрный слон · f7 чёрная пешка · g7 чёрная пешка · h7 чёрная пешка · a6 чёрная пешка · d6 чёрная пешка · f6 чёрный конь · a5 чёрный конь · b5 чёрная пешка · c5 чёрная пешка · e5 чёрная пешка · a4 белая пешка · d4 белая пешка · e4 белая пешка · c3 белая пешка · f3 белый конь · b2 белая пешка · c2 белый слон · f2 белая пешка · g2 белая пешка · h2 белая пешка · a1 белая ладья · b1 белый конь · c1 белый слон · d1 белый ферзь · e1 белая ладья · g1 белый король | a8 чёрная ладья · c8 чёрный слон · e8 чёрный король · h8 чёрная ладья · c7 чёрный ферзь · e7 чёрный слон · f7 чёрная пешка · g7 чёрная пешка · h7 чёрная пешка · a6 чёрная пешка · d6 чёрная пешка · f6 чёрный конь · a5 чёрный конь · b5 чёрная пешка · c5 чёрная пешка · e5 чёрная пешка · a4 белая пешка · d4 белая пешка · e4 белая пешка · c3 белая пешка · f3 белый конь · b2 белая пешка · c2 белый слон · f2 белая пешка · g2 белая пешка · h2 белая пешка · a1 белая ладья · b1 белый конь · c1 белый слон · d1 белый ферзь · e1 белая ладья · g1 белый король | a8 чёрная ладья · c8 чёрный слон · e8 чёрный король · h8 чёрная ладья · c7 чёрный ферзь · e7 чёрный слон · f7 чёрная пешка · g7 чёрная пешка · h7 чёрная пешка · a6 чёрная пешка · d6 чёрная пешка · f6 чёрный конь · a5 чёрный конь · b5 чёрная пешка · c5 чёрная пешка · e5 чёрная пешка · a4 белая пешка · d4 белая пешка · e4 белая пешка · c3 белая пешка · f3 белый конь · b2 белая пешка · c2 белый слон · f2 белая пешка · g2 белая пешка · h2 белая пешка · a1 белая ладья · b1 белый конь · c1 белый слон · d1 белый ферзь · e1 белая ладья · g1 белый король | a8 чёрная ладья · c8 чёрный слон · e8 чёрный король · h8 чёрная ладья · c7 чёрный ферзь · e7 чёрный слон · f7 чёрная пешка · g7 чёрная пешка · h7 чёрная пешка · a6 чёрная пешка · d6 чёрная пешка · f6 чёрный конь · a5 чёрный конь · b5 чёрная пешка · c5 чёрная пешка · e5 чёрная пешка · a4 белая пешка · d4 белая пешка · e4 белая пешка · c3 белая пешка · f3 белый конь · b2 белая пешка · c2 белый слон · f2 белая пешка · g2 белая пешка · h2 белая пешка · a1 белая ладья · b1 белый конь · c1 белый слон · d1 белый ферзь · e1 белая ладья · g1 белый король | a8 чёрная ладья · c8 чёрный слон · e8 чёрный король · h8 чёрная ладья · c7 чёрный ферзь · e7 чёрный слон · f7 чёрная пешка · g7 чёрная пешка · h7 чёрная пешка · a6 чёрная пешка · d6 чёрная пешка · f6 чёрный конь · a5 чёрный конь · b5 чёрная пешка · c5 чёрная пешка · e5 чёрная пешка · a4 белая пешка · d4 белая пешка · e4 белая пешка · c3 белая пешка · f3 белый конь · b2 белая пешка · c2 белый слон · f2 белая пешка · g2 белая пешка · h2 белая пешка · a1 белая ладья · b1 белый конь · c1 белый слон · d1 белый ферзь · e1 белая ладья · g1 белый король | a8 чёрная ладья · c8 чёрный слон · e8 чёрный король · h8 чёрная ладья · c7 чёрный ферзь · e7 чёрный слон · f7 чёрная пешка · g7 чёрная пешка · h7 чёрная пешка · a6 чёрная пешка · d6 чёрная пешка · f6 чёрный конь · a5 чёрный конь · b5 чёрная пешка · c5 чёрная пешка · e5 чёрная пешка · a4 белая пешка · d4 белая пешка · e4 белая пешка · c3 белая пешка · f3 белый конь · b2 белая пешка · c2 белый слон · f2 белая пешка · g2 белая пешка · h2 белая пешка · a1 белая ладья · b1 белый конь · c1 белый слон · d1 белый ферзь · e1 белая ладья · g1 белый король | 7 |
| 6 | a8 чёрная ладья · c8 чёрный слон · e8 чёрный король · h8 чёрная ладья · c7 чёрный ферзь · e7 чёрный слон · f7 чёрная пешка · g7 чёрная пешка · h7 чёрная пешка · a6 чёрная пешка · d6 чёрная пешка · f6 чёрный конь · a5 чёрный конь · b5 чёрная пешка · c5 чёрная пешка · e5 чёрная пешка · a4 белая пешка · d4 белая пешка · e4 белая пешка · c3 белая пешка · f3 белый конь · b2 белая пешка · c2 белый слон · f2 белая пешка · g2 белая пешка · h2 белая пешка · a1 белая ладья · b1 белый конь · c1 белый слон · d1 белый ферзь · e1 белая ладья · g1 белый король | a8 чёрная ладья · c8 чёрный слон · e8 чёрный король · h8 чёрная ладья · c7 чёрный ферзь · e7 чёрный слон · f7 чёрная пешка · g7 чёрная пешка · h7 чёрная пешка · a6 чёрная пешка · d6 чёрная пешка · f6 чёрный конь · a5 чёрный конь · b5 чёрная пешка · c5 чёрная пешка · e5 чёрная пешка · a4 белая пешка · d4 белая пешка · e4 белая пешка · c3 белая пешка · f3 белый конь · b2 белая пешка · c2 белый слон · f2 белая пешка · g2 белая пешка · h2 белая пешка · a1 белая ладья · b1 белый конь · c1 белый слон · d1 белый ферзь · e1 белая ладья · g1 белый король | a8 чёрная ладья · c8 чёрный слон · e8 чёрный король · h8 чёрная ладья · c7 чёрный ферзь · e7 чёрный слон · f7 чёрная пешка · g7 чёрная пешка · h7 чёрная пешка · a6 чёрная пешка · d6 чёрная пешка · f6 чёрный конь · a5 чёрный конь · b5 чёрная пешка · c5 чёрная пешка · e5 чёрная пешка · a4 белая пешка · d4 белая пешка · e4 белая пешка · c3 белая пешка · f3 белый конь · b2 белая пешка · c2 белый слон · f2 белая пешка · g2 белая пешка · h2 белая пешка · a1 белая ладья · b1 белый конь · c1 белый слон · d1 белый ферзь · e1 белая ладья · g1 белый король | a8 чёрная ладья · c8 чёрный слон · e8 чёрный король · h8 чёрная ладья · c7 чёрный ферзь · e7 чёрный слон · f7 чёрная пешка · g7 чёрная пешка · h7 чёрная пешка · a6 чёрная пешка · d6 чёрная пешка · f6 чёрный конь · a5 чёрный конь · b5 чёрная пешка · c5 чёрная пешка · e5 чёрная пешка · a4 белая пешка · d4 белая пешка · e4 белая пешка · c3 белая пешка · f3 белый конь · b2 белая пешка · c2 белый слон · f2 белая пешка · g2 белая пешка · h2 белая пешка · a1 белая ладья · b1 белый конь · c1 белый слон · d1 белый ферзь · e1 белая ладья · g1 белый король | a8 чёрная ладья · c8 чёрный слон · e8 чёрный король · h8 чёрная ладья · c7 чёрный ферзь · e7 чёрный слон · f7 чёрная пешка · g7 чёрная пешка · h7 чёрная пешка · a6 чёрная пешка · d6 чёрная пешка · f6 чёрный конь · a5 чёрный конь · b5 чёрная пешка · c5 чёрная пешка · e5 чёрная пешка · a4 белая пешка · d4 белая пешка · e4 белая пешка · c3 белая пешка · f3 белый конь · b2 белая пешка · c2 белый слон · f2 белая пешка · g2 белая пешка · h2 белая пешка · a1 белая ладья · b1 белый конь · c1 белый слон · d1 белый ферзь · e1 белая ладья · g1 белый король | a8 чёрная ладья · c8 чёрный слон · e8 чёрный король · h8 чёрная ладья · c7 чёрный ферзь · e7 чёрный слон · f7 чёрная пешка · g7 чёрная пешка · h7 чёрная пешка · a6 чёрная пешка · d6 чёрная пешка · f6 чёрный конь · a5 чёрный конь · b5 чёрная пешка · c5 чёрная пешка · e5 чёрная пешка · a4 белая пешка · d4 белая пешка · e4 белая пешка · c3 белая пешка · f3 белый конь · b2 белая пешка · c2 белый слон · f2 белая пешка · g2 белая пешка · h2 белая пешка · a1 белая ладья · b1 белый конь · c1 белый слон · d1 белый ферзь · e1 белая ладья · g1 белый король | a8 чёрная ладья · c8 чёрный слон · e8 чёрный король · h8 чёрная ладья · c7 чёрный ферзь · e7 чёрный слон · f7 чёрная пешка · g7 чёрная пешка · h7 чёрная пешка · a6 чёрная пешка · d6 чёрная пешка · f6 чёрный конь · a5 чёрный конь · b5 чёрная пешка · c5 чёрная пешка · e5 чёрная пешка · a4 белая пешка · d4 белая пешка · e4 белая пешка · c3 белая пешка · f3 белый конь · b2 белая пешка · c2 белый слон · f2 белая пешка · g2 белая пешка · h2 белая пешка · a1 белая ладья · b1 белый конь · c1 белый слон · d1 белый ферзь · e1 белая ладья · g1 белый король | a8 чёрная ладья · c8 чёрный слон · e8 чёрный король · h8 чёрная ладья · c7 чёрный ферзь · e7 чёрный слон · f7 чёрная пешка · g7 чёрная пешка · h7 чёрная пешка · a6 чёрная пешка · d6 чёрная пешка · f6 чёрный конь · a5 чёрный конь · b5 чёрная пешка · c5 чёрная пешка · e5 чёрная пешка · a4 белая пешка · d4 белая пешка · e4 белая пешка · c3 белая пешка · f3 белый конь · b2 белая пешка · c2 белый слон · f2 белая пешка · g2 белая пешка · h2 белая пешка · a1 белая ладья · b1 белый конь · c1 белый слон · d1 белый ферзь · e1 белая ладья · g1 белый король | 6 |
| 5 | a8 чёрная ладья · c8 чёрный слон · e8 чёрный король · h8 чёрная ладья · c7 чёрный ферзь · e7 чёрный слон · f7 чёрная пешка · g7 чёрная пешка · h7 чёрная пешка · a6 чёрная пешка · d6 чёрная пешка · f6 чёрный конь · a5 чёрный конь · b5 чёрная пешка · c5 чёрная пешка · e5 чёрная пешка · a4 белая пешка · d4 белая пешка · e4 белая пешка · c3 белая пешка · f3 белый конь · b2 белая пешка · c2 белый слон · f2 белая пешка · g2 белая пешка · h2 белая пешка · a1 белая ладья · b1 белый конь · c1 белый слон · d1 белый ферзь · e1 белая ладья · g1 белый король | a8 чёрная ладья · c8 чёрный слон · e8 чёрный король · h8 чёрная ладья · c7 чёрный ферзь · e7 чёрный слон · f7 чёрная пешка · g7 чёрная пешка · h7 чёрная пешка · a6 чёрная пешка · d6 чёрная пешка · f6 чёрный конь · a5 чёрный конь · b5 чёрная пешка · c5 чёрная пешка · e5 чёрная пешка · a4 белая пешка · d4 белая пешка · e4 белая пешка · c3 белая пешка · f3 белый конь · b2 белая пешка · c2 белый слон · f2 белая пешка · g2 белая пешка · h2 белая пешка · a1 белая ладья · b1 белый конь · c1 белый слон · d1 белый ферзь · e1 белая ладья · g1 белый король | a8 чёрная ладья · c8 чёрный слон · e8 чёрный король · h8 чёрная ладья · c7 чёрный ферзь · e7 чёрный слон · f7 чёрная пешка · g7 чёрная пешка · h7 чёрная пешка · a6 чёрная пешка · d6 чёрная пешка · f6 чёрный конь · a5 чёрный конь · b5 чёрная пешка · c5 чёрная пешка · e5 чёрная пешка · a4 белая пешка · d4 белая пешка · e4 белая пешка · c3 белая пешка · f3 белый конь · b2 белая пешка · c2 белый слон · f2 белая пешка · g2 белая пешка · h2 белая пешка · a1 белая ладья · b1 белый конь · c1 белый слон · d1 белый ферзь · e1 белая ладья · g1 белый король | a8 чёрная ладья · c8 чёрный слон · e8 чёрный король · h8 чёрная ладья · c7 чёрный ферзь · e7 чёрный слон · f7 чёрная пешка · g7 чёрная пешка · h7 чёрная пешка · a6 чёрная пешка · d6 чёрная пешка · f6 чёрный конь · a5 чёрный конь · b5 чёрная пешка · c5 чёрная пешка · e5 чёрная пешка · a4 белая пешка · d4 белая пешка · e4 белая пешка · c3 белая пешка · f3 белый конь · b2 белая пешка · c2 белый слон · f2 белая пешка · g2 белая пешка · h2 белая пешка · a1 белая ладья · b1 белый конь · c1 белый слон · d1 белый ферзь · e1 белая ладья · g1 белый король | a8 чёрная ладья · c8 чёрный слон · e8 чёрный король · h8 чёрная ладья · c7 чёрный ферзь · e7 чёрный слон · f7 чёрная пешка · g7 чёрная пешка · h7 чёрная пешка · a6 чёрная пешка · d6 чёрная пешка · f6 чёрный конь · a5 чёрный конь · b5 чёрная пешка · c5 чёрная пешка · e5 чёрная пешка · a4 белая пешка · d4 белая пешка · e4 белая пешка · c3 белая пешка · f3 белый конь · b2 белая пешка · c2 белый слон · f2 белая пешка · g2 белая пешка · h2 белая пешка · a1 белая ладья · b1 белый конь · c1 белый слон · d1 белый ферзь · e1 белая ладья · g1 белый король | a8 чёрная ладья · c8 чёрный слон · e8 чёрный король · h8 чёрная ладья · c7 чёрный ферзь · e7 чёрный слон · f7 чёрная пешка · g7 чёрная пешка · h7 чёрная пешка · a6 чёрная пешка · d6 чёрная пешка · f6 чёрный конь · a5 чёрный конь · b5 чёрная пешка · c5 чёрная пешка · e5 чёрная пешка · a4 белая пешка · d4 белая пешка · e4 белая пешка · c3 белая пешка · f3 белый конь · b2 белая пешка · c2 белый слон · f2 белая пешка · g2 белая пешка · h2 белая пешка · a1 белая ладья · b1 белый конь · c1 белый слон · d1 белый ферзь · e1 белая ладья · g1 белый король | a8 чёрная ладья · c8 чёрный слон · e8 чёрный король · h8 чёрная ладья · c7 чёрный ферзь · e7 чёрный слон · f7 чёрная пешка · g7 чёрная пешка · h7 чёрная пешка · a6 чёрная пешка · d6 чёрная пешка · f6 чёрный конь · a5 чёрный конь · b5 чёрная пешка · c5 чёрная пешка · e5 чёрная пешка · a4 белая пешка · d4 белая пешка · e4 белая пешка · c3 белая пешка · f3 белый конь · b2 белая пешка · c2 белый слон · f2 белая пешка · g2 белая пешка · h2 белая пешка · a1 белая ладья · b1 белый конь · c1 белый слон · d1 белый ферзь · e1 белая ладья · g1 белый король | a8 чёрная ладья · c8 чёрный слон · e8 чёрный король · h8 чёрная ладья · c7 чёрный ферзь · e7 чёрный слон · f7 чёрная пешка · g7 чёрная пешка · h7 чёрная пешка · a6 чёрная пешка · d6 чёрная пешка · f6 чёрный конь · a5 чёрный конь · b5 чёрная пешка · c5 чёрная пешка · e5 чёрная пешка · a4 белая пешка · d4 белая пешка · e4 белая пешка · c3 белая пешка · f3 белый конь · b2 белая пешка · c2 белый слон · f2 белая пешка · g2 белая пешка · h2 белая пешка · a1 белая ладья · b1 белый конь · c1 белый слон · d1 белый ферзь · e1 белая ладья · g1 белый король | 5 |
| 4 | a8 чёрная ладья · c8 чёрный слон · e8 чёрный король · h8 чёрная ладья · c7 чёрный ферзь · e7 чёрный слон · f7 чёрная пешка · g7 чёрная пешка · h7 чёрная пешка · a6 чёрная пешка · d6 чёрная пешка · f6 чёрный конь · a5 чёрный конь · b5 чёрная пешка · c5 чёрная пешка · e5 чёрная пешка · a4 белая пешка · d4 белая пешка · e4 белая пешка · c3 белая пешка · f3 белый конь · b2 белая пешка · c2 белый слон · f2 белая пешка · g2 белая пешка · h2 белая пешка · a1 белая ладья · b1 белый конь · c1 белый слон · d1 белый ферзь · e1 белая ладья · g1 белый король | a8 чёрная ладья · c8 чёрный слон · e8 чёрный король · h8 чёрная ладья · c7 чёрный ферзь · e7 чёрный слон · f7 чёрная пешка · g7 чёрная пешка · h7 чёрная пешка · a6 чёрная пешка · d6 чёрная пешка · f6 чёрный конь · a5 чёрный конь · b5 чёрная пешка · c5 чёрная пешка · e5 чёрная пешка · a4 белая пешка · d4 белая пешка · e4 белая пешка · c3 белая пешка · f3 белый конь · b2 белая пешка · c2 белый слон · f2 белая пешка · g2 белая пешка · h2 белая пешка · a1 белая ладья · b1 белый конь · c1 белый слон · d1 белый ферзь · e1 белая ладья · g1 белый король | a8 чёрная ладья · c8 чёрный слон · e8 чёрный король · h8 чёрная ладья · c7 чёрный ферзь · e7 чёрный слон · f7 чёрная пешка · g7 чёрная пешка · h7 чёрная пешка · a6 чёрная пешка · d6 чёрная пешка · f6 чёрный конь · a5 чёрный конь · b5 чёрная пешка · c5 чёрная пешка · e5 чёрная пешка · a4 белая пешка · d4 белая пешка · e4 белая пешка · c3 белая пешка · f3 белый конь · b2 белая пешка · c2 белый слон · f2 белая пешка · g2 белая пешка · h2 белая пешка · a1 белая ладья · b1 белый конь · c1 белый слон · d1 белый ферзь · e1 белая ладья · g1 белый король | a8 чёрная ладья · c8 чёрный слон · e8 чёрный король · h8 чёрная ладья · c7 чёрный ферзь · e7 чёрный слон · f7 чёрная пешка · g7 чёрная пешка · h7 чёрная пешка · a6 чёрная пешка · d6 чёрная пешка · f6 чёрный конь · a5 чёрный конь · b5 чёрная пешка · c5 чёрная пешка · e5 чёрная пешка · a4 белая пешка · d4 белая пешка · e4 белая пешка · c3 белая пешка · f3 белый конь · b2 белая пешка · c2 белый слон · f2 белая пешка · g2 белая пешка · h2 белая пешка · a1 белая ладья · b1 белый конь · c1 белый слон · d1 белый ферзь · e1 белая ладья · g1 белый король | a8 чёрная ладья · c8 чёрный слон · e8 чёрный король · h8 чёрная ладья · c7 чёрный ферзь · e7 чёрный слон · f7 чёрная пешка · g7 чёрная пешка · h7 чёрная пешка · a6 чёрная пешка · d6 чёрная пешка · f6 чёрный конь · a5 чёрный конь · b5 чёрная пешка · c5 чёрная пешка · e5 чёрная пешка · a4 белая пешка · d4 белая пешка · e4 белая пешка · c3 белая пешка · f3 белый конь · b2 белая пешка · c2 белый слон · f2 белая пешка · g2 белая пешка · h2 белая пешка · a1 белая ладья · b1 белый конь · c1 белый слон · d1 белый ферзь · e1 белая ладья · g1 белый король | a8 чёрная ладья · c8 чёрный слон · e8 чёрный король · h8 чёрная ладья · c7 чёрный ферзь · e7 чёрный слон · f7 чёрная пешка · g7 чёрная пешка · h7 чёрная пешка · a6 чёрная пешка · d6 чёрная пешка · f6 чёрный конь · a5 чёрный конь · b5 чёрная пешка · c5 чёрная пешка · e5 чёрная пешка · a4 белая пешка · d4 белая пешка · e4 белая пешка · c3 белая пешка · f3 белый конь · b2 белая пешка · c2 белый слон · f2 белая пешка · g2 белая пешка · h2 белая пешка · a1 белая ладья · b1 белый конь · c1 белый слон · d1 белый ферзь · e1 белая ладья · g1 белый король | a8 чёрная ладья · c8 чёрный слон · e8 чёрный король · h8 чёрная ладья · c7 чёрный ферзь · e7 чёрный слон · f7 чёрная пешка · g7 чёрная пешка · h7 чёрная пешка · a6 чёрная пешка · d6 чёрная пешка · f6 чёрный конь · a5 чёрный конь · b5 чёрная пешка · c5 чёрная пешка · e5 чёрная пешка · a4 белая пешка · d4 белая пешка · e4 белая пешка · c3 белая пешка · f3 белый конь · b2 белая пешка · c2 белый слон · f2 белая пешка · g2 белая пешка · h2 белая пешка · a1 белая ладья · b1 белый конь · c1 белый слон · d1 белый ферзь · e1 белая ладья · g1 белый король | a8 чёрная ладья · c8 чёрный слон · e8 чёрный король · h8 чёрная ладья · c7 чёрный ферзь · e7 чёрный слон · f7 чёрная пешка · g7 чёрная пешка · h7 чёрная пешка · a6 чёрная пешка · d6 чёрная пешка · f6 чёрный конь · a5 чёрный конь · b5 чёрная пешка · c5 чёрная пешка · e5 чёрная пешка · a4 белая пешка · d4 белая пешка · e4 белая пешка · c3 белая пешка · f3 белый конь · b2 белая пешка · c2 белый слон · f2 белая пешка · g2 белая пешка · h2 белая пешка · a1 белая ладья · b1 белый конь · c1 белый слон · d1 белый ферзь · e1 белая ладья · g1 белый король | 4 |
| 3 | a8 чёрная ладья · c8 чёрный слон · e8 чёрный король · h8 чёрная ладья · c7 чёрный ферзь · e7 чёрный слон · f7 чёрная пешка · g7 чёрная пешка · h7 чёрная пешка · a6 чёрная пешка · d6 чёрная пешка · f6 чёрный конь · a5 чёрный конь · b5 чёрная пешка · c5 чёрная пешка · e5 чёрная пешка · a4 белая пешка · d4 белая пешка · e4 белая пешка · c3 белая пешка · f3 белый конь · b2 белая пешка · c2 белый слон · f2 белая пешка · g2 белая пешка · h2 белая пешка · a1 белая ладья · b1 белый конь · c1 белый слон · d1 белый ферзь · e1 белая ладья · g1 белый король | a8 чёрная ладья · c8 чёрный слон · e8 чёрный король · h8 чёрная ладья · c7 чёрный ферзь · e7 чёрный слон · f7 чёрная пешка · g7 чёрная пешка · h7 чёрная пешка · a6 чёрная пешка · d6 чёрная пешка · f6 чёрный конь · a5 чёрный конь · b5 чёрная пешка · c5 чёрная пешка · e5 чёрная пешка · a4 белая пешка · d4 белая пешка · e4 белая пешка · c3 белая пешка · f3 белый конь · b2 белая пешка · c2 белый слон · f2 белая пешка · g2 белая пешка · h2 белая пешка · a1 белая ладья · b1 белый конь · c1 белый слон · d1 белый ферзь · e1 белая ладья · g1 белый король | a8 чёрная ладья · c8 чёрный слон · e8 чёрный король · h8 чёрная ладья · c7 чёрный ферзь · e7 чёрный слон · f7 чёрная пешка · g7 чёрная пешка · h7 чёрная пешка · a6 чёрная пешка · d6 чёрная пешка · f6 чёрный конь · a5 чёрный конь · b5 чёрная пешка · c5 чёрная пешка · e5 чёрная пешка · a4 белая пешка · d4 белая пешка · e4 белая пешка · c3 белая пешка · f3 белый конь · b2 белая пешка · c2 белый слон · f2 белая пешка · g2 белая пешка · h2 белая пешка · a1 белая ладья · b1 белый конь · c1 белый слон · d1 белый ферзь · e1 белая ладья · g1 белый король | a8 чёрная ладья · c8 чёрный слон · e8 чёрный король · h8 чёрная ладья · c7 чёрный ферзь · e7 чёрный слон · f7 чёрная пешка · g7 чёрная пешка · h7 чёрная пешка · a6 чёрная пешка · d6 чёрная пешка · f6 чёрный конь · a5 чёрный конь · b5 чёрная пешка · c5 чёрная пешка · e5 чёрная пешка · a4 белая пешка · d4 белая пешка · e4 белая пешка · c3 белая пешка · f3 белый конь · b2 белая пешка · c2 белый слон · f2 белая пешка · g2 белая пешка · h2 белая пешка · a1 белая ладья · b1 белый конь · c1 белый слон · d1 белый ферзь · e1 белая ладья · g1 белый король | a8 чёрная ладья · c8 чёрный слон · e8 чёрный король · h8 чёрная ладья · c7 чёрный ферзь · e7 чёрный слон · f7 чёрная пешка · g7 чёрная пешка · h7 чёрная пешка · a6 чёрная пешка · d6 чёрная пешка · f6 чёрный конь · a5 чёрный конь · b5 чёрная пешка · c5 чёрная пешка · e5 чёрная пешка · a4 белая пешка · d4 белая пешка · e4 белая пешка · c3 белая пешка · f3 белый конь · b2 белая пешка · c2 белый слон · f2 белая пешка · g2 белая пешка · h2 белая пешка · a1 белая ладья · b1 белый конь · c1 белый слон · d1 белый ферзь · e1 белая ладья · g1 белый король | a8 чёрная ладья · c8 чёрный слон · e8 чёрный король · h8 чёрная ладья · c7 чёрный ферзь · e7 чёрный слон · f7 чёрная пешка · g7 чёрная пешка · h7 чёрная пешка · a6 чёрная пешка · d6 чёрная пешка · f6 чёрный конь · a5 чёрный конь · b5 чёрная пешка · c5 чёрная пешка · e5 чёрная пешка · a4 белая пешка · d4 белая пешка · e4 белая пешка · c3 белая пешка · f3 белый конь · b2 белая пешка · c2 белый слон · f2 белая пешка · g2 белая пешка · h2 белая пешка · a1 белая ладья · b1 белый конь · c1 белый слон · d1 белый ферзь · e1 белая ладья · g1 белый король | a8 чёрная ладья · c8 чёрный слон · e8 чёрный король · h8 чёрная ладья · c7 чёрный ферзь · e7 чёрный слон · f7 чёрная пешка · g7 чёрная пешка · h7 чёрная пешка · a6 чёрная пешка · d6 чёрная пешка · f6 чёрный конь · a5 чёрный конь · b5 чёрная пешка · c5 чёрная пешка · e5 чёрная пешка · a4 белая пешка · d4 белая пешка · e4 белая пешка · c3 белая пешка · f3 белый конь · b2 белая пешка · c2 белый слон · f2 белая пешка · g2 белая пешка · h2 белая пешка · a1 белая ладья · b1 белый конь · c1 белый слон · d1 белый ферзь · e1 белая ладья · g1 белый король | a8 чёрная ладья · c8 чёрный слон · e8 чёрный король · h8 чёрная ладья · c7 чёрный ферзь · e7 чёрный слон · f7 чёрная пешка · g7 чёрная пешка · h7 чёрная пешка · a6 чёрная пешка · d6 чёрная пешка · f6 чёрный конь · a5 чёрный конь · b5 чёрная пешка · c5 чёрная пешка · e5 чёрная пешка · a4 белая пешка · d4 белая пешка · e4 белая пешка · c3 белая пешка · f3 белый конь · b2 белая пешка · c2 белый слон · f2 белая пешка · g2 белая пешка · h2 белая пешка · a1 белая ладья · b1 белый конь · c1 белый слон · d1 белый ферзь · e1 белая ладья · g1 белый король | 3 |
| 2 | a8 чёрная ладья · c8 чёрный слон · e8 чёрный король · h8 чёрная ладья · c7 чёрный ферзь · e7 чёрный слон · f7 чёрная пешка · g7 чёрная пешка · h7 чёрная пешка · a6 чёрная пешка · d6 чёрная пешка · f6 чёрный конь · a5 чёрный конь · b5 чёрная пешка · c5 чёрная пешка · e5 чёрная пешка · a4 белая пешка · d4 белая пешка · e4 белая пешка · c3 белая пешка · f3 белый конь · b2 белая пешка · c2 белый слон · f2 белая пешка · g2 белая пешка · h2 белая пешка · a1 белая ладья · b1 белый конь · c1 белый слон · d1 белый ферзь · e1 белая ладья · g1 белый король | a8 чёрная ладья · c8 чёрный слон · e8 чёрный король · h8 чёрная ладья · c7 чёрный ферзь · e7 чёрный слон · f7 чёрная пешка · g7 чёрная пешка · h7 чёрная пешка · a6 чёрная пешка · d6 чёрная пешка · f6 чёрный конь · a5 чёрный конь · b5 чёрная пешка · c5 чёрная пешка · e5 чёрная пешка · a4 белая пешка · d4 белая пешка · e4 белая пешка · c3 белая пешка · f3 белый конь · b2 белая пешка · c2 белый слон · f2 белая пешка · g2 белая пешка · h2 белая пешка · a1 белая ладья · b1 белый конь · c1 белый слон · d1 белый ферзь · e1 белая ладья · g1 белый король | a8 чёрная ладья · c8 чёрный слон · e8 чёрный король · h8 чёрная ладья · c7 чёрный ферзь · e7 чёрный слон · f7 чёрная пешка · g7 чёрная пешка · h7 чёрная пешка · a6 чёрная пешка · d6 чёрная пешка · f6 чёрный конь · a5 чёрный конь · b5 чёрная пешка · c5 чёрная пешка · e5 чёрная пешка · a4 белая пешка · d4 белая пешка · e4 белая пешка · c3 белая пешка · f3 белый конь · b2 белая пешка · c2 белый слон · f2 белая пешка · g2 белая пешка · h2 белая пешка · a1 белая ладья · b1 белый конь · c1 белый слон · d1 белый ферзь · e1 белая ладья · g1 белый король | a8 чёрная ладья · c8 чёрный слон · e8 чёрный король · h8 чёрная ладья · c7 чёрный ферзь · e7 чёрный слон · f7 чёрная пешка · g7 чёрная пешка · h7 чёрная пешка · a6 чёрная пешка · d6 чёрная пешка · f6 чёрный конь · a5 чёрный конь · b5 чёрная пешка · c5 чёрная пешка · e5 чёрная пешка · a4 белая пешка · d4 белая пешка · e4 белая пешка · c3 белая пешка · f3 белый конь · b2 белая пешка · c2 белый слон · f2 белая пешка · g2 белая пешка · h2 белая пешка · a1 белая ладья · b1 белый конь · c1 белый слон · d1 белый ферзь · e1 белая ладья · g1 белый король | a8 чёрная ладья · c8 чёрный слон · e8 чёрный король · h8 чёрная ладья · c7 чёрный ферзь · e7 чёрный слон · f7 чёрная пешка · g7 чёрная пешка · h7 чёрная пешка · a6 чёрная пешка · d6 чёрная пешка · f6 чёрный конь · a5 чёрный конь · b5 чёрная пешка · c5 чёрная пешка · e5 чёрная пешка · a4 белая пешка · d4 белая пешка · e4 белая пешка · c3 белая пешка · f3 белый конь · b2 белая пешка · c2 белый слон · f2 белая пешка · g2 белая пешка · h2 белая пешка · a1 белая ладья · b1 белый конь · c1 белый слон · d1 белый ферзь · e1 белая ладья · g1 белый король | a8 чёрная ладья · c8 чёрный слон · e8 чёрный король · h8 чёрная ладья · c7 чёрный ферзь · e7 чёрный слон · f7 чёрная пешка · g7 чёрная пешка · h7 чёрная пешка · a6 чёрная пешка · d6 чёрная пешка · f6 чёрный конь · a5 чёрный конь · b5 чёрная пешка · c5 чёрная пешка · e5 чёрная пешка · a4 белая пешка · d4 белая пешка · e4 белая пешка · c3 белая пешка · f3 белый конь · b2 белая пешка · c2 белый слон · f2 белая пешка · g2 белая пешка · h2 белая пешка · a1 белая ладья · b1 белый конь · c1 белый слон · d1 белый ферзь · e1 белая ладья · g1 белый король | a8 чёрная ладья · c8 чёрный слон · e8 чёрный король · h8 чёрная ладья · c7 чёрный ферзь · e7 чёрный слон · f7 чёрная пешка · g7 чёрная пешка · h7 чёрная пешка · a6 чёрная пешка · d6 чёрная пешка · f6 чёрный конь · a5 чёрный конь · b5 чёрная пешка · c5 чёрная пешка · e5 чёрная пешка · a4 белая пешка · d4 белая пешка · e4 белая пешка · c3 белая пешка · f3 белый конь · b2 белая пешка · c2 белый слон · f2 белая пешка · g2 белая пешка · h2 белая пешка · a1 белая ладья · b1 белый конь · c1 белый слон · d1 белый ферзь · e1 белая ладья · g1 белый король | a8 чёрная ладья · c8 чёрный слон · e8 чёрный король · h8 чёрная ладья · c7 чёрный ферзь · e7 чёрный слон · f7 чёрная пешка · g7 чёрная пешка · h7 чёрная пешка · a6 чёрная пешка · d6 чёрная пешка · f6 чёрный конь · a5 чёрный конь · b5 чёрная пешка · c5 чёрная пешка · e5 чёрная пешка · a4 белая пешка · d4 белая пешка · e4 белая пешка · c3 белая пешка · f3 белый конь · b2 белая пешка · c2 белый слон · f2 белая пешка · g2 белая пешка · h2 белая пешка · a1 белая ладья · b1 белый конь · c1 белый слон · d1 белый ферзь · e1 белая ладья · g1 белый король | 2 |
| 1 | a8 чёрная ладья · c8 чёрный слон · e8 чёрный король · h8 чёрная ладья · c7 чёрный ферзь · e7 чёрный слон · f7 чёрная пешка · g7 чёрная пешка · h7 чёрная пешка · a6 чёрная пешка · d6 чёрная пешка · f6 чёрный конь · a5 чёрный конь · b5 чёрная пешка · c5 чёрная пешка · e5 чёрная пешка · a4 белая пешка · d4 белая пешка · e4 белая пешка · c3 белая пешка · f3 белый конь · b2 белая пешка · c2 белый слон · f2 белая пешка · g2 белая пешка · h2 белая пешка · a1 белая ладья · b1 белый конь · c1 белый слон · d1 белый ферзь · e1 белая ладья · g1 белый король | a8 чёрная ладья · c8 чёрный слон · e8 чёрный король · h8 чёрная ладья · c7 чёрный ферзь · e7 чёрный слон · f7 чёрная пешка · g7 чёрная пешка · h7 чёрная пешка · a6 чёрная пешка · d6 чёрная пешка · f6 чёрный конь · a5 чёрный конь · b5 чёрная пешка · c5 чёрная пешка · e5 чёрная пешка · a4 белая пешка · d4 белая пешка · e4 белая пешка · c3 белая пешка · f3 белый конь · b2 белая пешка · c2 белый слон · f2 белая пешка · g2 белая пешка · h2 белая пешка · a1 белая ладья · b1 белый конь · c1 белый слон · d1 белый ферзь · e1 белая ладья · g1 белый король | a8 чёрная ладья · c8 чёрный слон · e8 чёрный король · h8 чёрная ладья · c7 чёрный ферзь · e7 чёрный слон · f7 чёрная пешка · g7 чёрная пешка · h7 чёрная пешка · a6 чёрная пешка · d6 чёрная пешка · f6 чёрный конь · a5 чёрный конь · b5 чёрная пешка · c5 чёрная пешка · e5 чёрная пешка · a4 белая пешка · d4 белая пешка · e4 белая пешка · c3 белая пешка · f3 белый конь · b2 белая пешка · c2 белый слон · f2 белая пешка · g2 белая пешка · h2 белая пешка · a1 белая ладья · b1 белый конь · c1 белый слон · d1 белый ферзь · e1 белая ладья · g1 белый король | a8 чёрная ладья · c8 чёрный слон · e8 чёрный король · h8 чёрная ладья · c7 чёрный ферзь · e7 чёрный слон · f7 чёрная пешка · g7 чёрная пешка · h7 чёрная пешка · a6 чёрная пешка · d6 чёрная пешка · f6 чёрный конь · a5 чёрный конь · b5 чёрная пешка · c5 чёрная пешка · e5 чёрная пешка · a4 белая пешка · d4 белая пешка · e4 белая пешка · c3 белая пешка · f3 белый конь · b2 белая пешка · c2 белый слон · f2 белая пешка · g2 белая пешка · h2 белая пешка · a1 белая ладья · b1 белый конь · c1 белый слон · d1 белый ферзь · e1 белая ладья · g1 белый король | a8 чёрная ладья · c8 чёрный слон · e8 чёрный король · h8 чёрная ладья · c7 чёрный ферзь · e7 чёрный слон · f7 чёрная пешка · g7 чёрная пешка · h7 чёрная пешка · a6 чёрная пешка · d6 чёрная пешка · f6 чёрный конь · a5 чёрный конь · b5 чёрная пешка · c5 чёрная пешка · e5 чёрная пешка · a4 белая пешка · d4 белая пешка · e4 белая пешка · c3 белая пешка · f3 белый конь · b2 белая пешка · c2 белый слон · f2 белая пешка · g2 белая пешка · h2 белая пешка · a1 белая ладья · b1 белый конь · c1 белый слон · d1 белый ферзь · e1 белая ладья · g1 белый король | a8 чёрная ладья · c8 чёрный слон · e8 чёрный король · h8 чёрная ладья · c7 чёрный ферзь · e7 чёрный слон · f7 чёрная пешка · g7 чёрная пешка · h7 чёрная пешка · a6 чёрная пешка · d6 чёрная пешка · f6 чёрный конь · a5 чёрный конь · b5 чёрная пешка · c5 чёрная пешка · e5 чёрная пешка · a4 белая пешка · d4 белая пешка · e4 белая пешка · c3 белая пешка · f3 белый конь · b2 белая пешка · c2 белый слон · f2 белая пешка · g2 белая пешка · h2 белая пешка · a1 белая ладья · b1 белый конь · c1 белый слон · d1 белый ферзь · e1 белая ладья · g1 белый король | a8 чёрная ладья · c8 чёрный слон · e8 чёрный король · h8 чёрная ладья · c7 чёрный ферзь · e7 чёрный слон · f7 чёрная пешка · g7 чёрная пешка · h7 чёрная пешка · a6 чёрная пешка · d6 чёрная пешка · f6 чёрный конь · a5 чёрный конь · b5 чёрная пешка · c5 чёрная пешка · e5 чёрная пешка · a4 белая пешка · d4 белая пешка · e4 белая пешка · c3 белая пешка · f3 белый конь · b2 белая пешка · c2 белый слон · f2 белая пешка · g2 белая пешка · h2 белая пешка · a1 белая ладья · b1 белый конь · c1 белый слон · d1 белый ферзь · e1 белая ладья · g1 белый король | a8 чёрная ладья · c8 чёрный слон · e8 чёрный король · h8 чёрная ладья · c7 чёрный ферзь · e7 чёрный слон · f7 чёрная пешка · g7 чёрная пешка · h7 чёрная пешка · a6 чёрная пешка · d6 чёрная пешка · f6 чёрный конь · a5 чёрный конь · b5 чёрная пешка · c5 чёрная пешка · e5 чёрная пешка · a4 белая пешка · d4 белая пешка · e4 белая пешка · c3 белая пешка · f3 белый конь · b2 белая пешка · c2 белый слон · f2 белая пешка · g2 белая пешка · h2 белая пешка · a1 белая ладья · b1 белый конь · c1 белый слон · d1 белый ферзь · e1 белая ладья · g1 белый король | 1 |
|   | a | b | c | d | e | f | g | h |   |

С именем З. Баллы связывают вариант в системе Чигорина в испанской партии (С 88). После обычных ходов 1. e4 e5 2. Кf3 Кc6 3. Сb5 a6 4. Сa4 Кf6 5. O-O Сe7 6. Лe1 b5 7. Сb3 d6 8. c3 Кa5 9. Сc2 c5 10. d4 Фc7 он предложил играть 11. a4.

## Спортивные результаты
| Год  | Город       | Турнир                                                       | + | −  | = | Результат | Место                  |
| ---- | ----------- | ------------------------------------------------------------ | - | -- | - | --------- | ---------------------- |
| 1904 | Кобург      | 14-й конгресс Германского шахматного союза (побочный турнир) |   |    |   |           |                        |
| 1905 | Вена        | Международный турнир                                         |   |    |   |           |                        |
|      | Будапешт    | Чемпионат Будапешта среди любителей                          |   |    |   |           | 1—2                    |
| 1906 | Дьёр        | Чемпионат Венгрии                                            |   |    |   |           | 1—2                    |
|      | Будапешт    | Чемпионат Будапештского шахматного клуба                     |   |    |   |           | 2—3                    |
|      | Остенде     | Международный турнир                                         | 2 | 1  | 6 | 5 из 9    | Выбыл после 1-го круга |
| 1911 | Будапешт    | Чемпионат Венгрии                                            |   |    |   |           | 1—2                    |
| 1912 | Дьёр        | Турнир Дьёрского шахматного клуба                            | 9 | 2  | 1 | 9½ из 12  | 1                      |
|      | Пьештяни    | Международный турнир                                         | 5 | 3  | 9 | 9½ из 17  | 7—8                    |
|      | Бреслау     | 18-й конгресс Германского шахматного союза                   | 1 | 10 | 6 | 4 из 17   | 18                     |
|      | Темешвар    | Чемпионат Венгрии                                            |   |    |   | 9 из 14   | 3—4                    |
| 1913 | Будапешт    | Международный турнир                                         |   |    |   |           | 4—5                    |
| 1916 | Будапешт    | Турнир венгерских шахматистов                                |   |    |   |           | 2                      |
| 1918 | Будапешт    | Турнир венгерских шахматистов                                |   |    |   |           | 1—2                    |
|      | Кашау       | Международный турнир                                         |   |    |   | 5½ из 11  | 6—7                    |
| 1921 | Будапешт    | Международный турнир                                         | 5 | 4  | 2 | 6 из 11   | 5                      |
| 1922 | Пьештяни    | Турнир памяти Д. Брейера                                     | 5 | 7  | 6 | 8 из 18   | 12—13                  |
| 1924 | Будапешт    | Отборочный турнир к чемпионату мира ФИДЕ                     |   |    |   | 9½ из ??  | 1                      |
| 1925 | Берлин      | Матч-турнир четырех столиц                                   | 1 | 1  | 1 | 1½ из 3   |                        |
|      | Будапешт    | Чемпионат Будапешта                                          |   |    |   |           | 3                      |
| 1928 | Будапешт    | Международный турнир                                         | 1 | 4  | 4 | 3 из 9    | 9                      |
| 1935 | Тататоварош | Чемпионат Венгрии                                            | 1 | 7  | 9 | 5½ из 17  | 17—18                  |
|      | Будапешт    | Матч с Э. Геребеном                                          | 6 | 3  | 1 | 6½ : 3½   |                        |
| 1937 | Будапешт    | Чемпионат Венгрии                                            |   |    |   |           | [ 16 ]                 |
| 1939 | Будапешт    | Мемориал Дёри                                                |   |    |   |           | 1—2                    |
| 1940 | Будапешт    | Международный турнир (юбилейный турнир Г. Мароци)            | 1 | 3  | 1 | 1½ из 5   | 4—5                    |

## Книга
- A modern sakk (Современные шахматы), Budapest, 1912. (2-е издание — 1925).